# 白咲花
白咲 花（しろさき はな）は、日本の元AV女優。NAXプロモーション所属。

## 略歴・人物
2019年4月に「蒼井ひなの（あおい ひなの）」としてAVデビュー。
その後、「白咲花」に改名。
プレステージの専属になる。
2020年に引退。

## 出演作品

### アダルトDVD
2019年
- 1本限定発売 パパママごめんね! 実家に内緒でAVデビュー!!（4月13日、アイデアポケット）※「ひなの」名義
- モテない僕がお料理教室を脱サラして開業!! 生徒の奥様達は自分の欲求に正直な性豪だった!!（5月23日、F&A）※「ひなの」名義
- 寝取らせ検証 『綺麗な裸を残しておきたい』メモリアルヌード撮影で共演した夫よりも若いモデルの他人棒を見て愛液を垂らした妻はその後、SEXしてしまうのか? VOL.8（6月6日、コスモス映像）※「あんな」名義
- 最高の愛人と、最高の中出し性交。 46（6月28日、プレステージ）※「ありさ」名義
- 顔出し!働く美女限定 ザ・マジックミラー 大手企業に勤める美脚OLさんが初めてのパンスト履きっぱなしイキ潮体験! 濡れシミができるほどパンストの中で手マンされ連続イキ漏らししたインテリオマ○コにデカチン挿入!! in池袋（7月19日、ディープス）
- 超話題のソロキャン女子に密着取材! 大自然と人肌に心もアソコもほぐされて、そのまま青姦セックス!!（8月8日、SODクリエイト）※「亜沙子」名義
- リアル素人ガチナンパ! 清楚ビッチ女子大生の神イキSEX。 ガチ生中ぶっ放し伝説（8月9日、赤面女子）※「もえ」名義
- 素人妻ナンパ 全員生中出し 5時間 セレブDX 66（9月15日、ロータス）
- 最高級ラグジュアリーオリエンタルスパ Vol.002（10月11日、BAZOOKA）
- 美少女達が貴方だけに語りかけながら、ヌルヌルおま●こドアップでぬちゅぬちゅ指オナ とろとろ愛液泡立ちまくりの連続絶頂自撮りオナニー（10月25日、BAZOOKA）
- 人妻の浮気心（11月1日、人妻援護会/エマニエル）
- 夫とマッサージ師が企てた罠 美人妻NTR計画（12月1日、プラネットプラス/七狗留）

2020年
- スリップの人妻（2月1日、プラネットプラス/クローズ）